# 乙字大橋
乙字大橋（おつじおおはし）は、福島県石川郡玉川村と須賀川市の阿武隈川に架かる国道118号の道路橋である。当項では下流側に隣接する旧道橋である乙字橋も記載する。

## 概要
- 全長：117.8 m
  - 主径間：39.2 m
- 幅員：8.0 m
- 形式：3径間PC連続桁橋
- 竣工：1968年11月

須賀川市と玉川村の境界をなす一級河川阿武隈川にある名勝、乙字ヶ滝付近に架かる。南詰は玉川村竜崎、北詰は須賀川市前田川に位置する。橋上は上下対向2車線で供用され、歩道は設置されていない。「乙」を象った親柱が設置されている。狭隘区間と乙字橋北側の屈曲を避けるための新道建設に伴い建設された。橋の南側のたもとには玉川村の複合施設である乙な駅たまかわが立地する。

### 乙字橋
- 全長：90.0m
  - 主径間：15.0m
- 幅員：5.5m
- 形式：6径間RC連続桁橋[1][2]

乙字大橋のすぐ下流側に架けられている旧道橋であり、現在は須賀川市道3324号として供用されている。橋上はセンターラインや車道外側線が引かれていない隘路であり歩道もない。近くにある瀧見不動堂をイメージした赤い欄干と親柱が特徴的である。橋の北側には福島交通乙字ヶ滝バス停が置かれている。

## 沿革
- 1899年4月 - 初代乙字橋が木橋として架けられる（全長88 m、幅員3.6 m）[3]。
- 1914年1月 - 2代目乙字橋に木橋として架け替えられる（全長87 m、幅員4.7 m）[4]。
- 1936年10月29日 - 3代目となる現在の乙字橋に永久橋として架け替えられる。
- 1968年11月 - 乙字橋周辺の幅員狭小、及び北側の悪線形改良の為に上流側に乙字大橋が竣工し、新道区間が翌12月に開通[5]。乙字橋を含む旧道区間は福島県から須賀川市へ移管され、市道橋として供用される。

## 周辺
- 乙字ヶ滝
- 前田川扇町公園
- 乙な駅たまかわ

## 隣の橋
- 阿武隈川

（上流） - 玉城橋 - 成竜橋 - 乙字大橋・乙字橋 - 男滝橋 - 大仏大橋 -（下流）